# Alpiner Far East Cup
Der Alpine Far East Cup ist eine von der FIS organisierte internationale Rennserie im Alpinen Skisport, die seit der Saison 1994/95 während des Winterhalbjahres der nördlichen Hemisphäre in Ostasien ausgetragen wird.

## Allgemeines
Neben anderen Continental Cups, wird der Far East Cup vorrangig für die ostasiatischen Länder China, Indien, Iran, Japan, Kasachstan, Südkorea, Nordkorea, Mongolei, das Chinesische Taipeh und Usbekistan ausgetragen, jedoch nehmen auch Athleten aus den stärkeren Skiländern Europas an ihm teil. Tatsächlich übernehmen hauptsächlich Japan und Südkorea faktisch die komplette Organisation. Die meisten Wettkämpfe finden in Japan statt. Nur einige wenige werden in Südkorea ausgetragen. Sofern keine europäischen Spitzenathleten an den Wettbewerben teilnehmen – sie nutzen diese zeitweise zum Training – dominieren bei den Damen die japanischen Sportler die Wettbewerbe und gewinnen dabei etwa 95 % aller Rennen. Bei den Herren können sich bei Heimwettbewerben oft auch Südkoreaner durchsetzen. Japan, Südkorea und China haben jeweils 30 Startplätze pro Wettbewerb, alle anderen Mitgliedsländer der Asian Ski Federation können bis zu 10 Starter melden. Die jeweils austragende Nation kann bis zu 50 Starter melden. Gaststarter aus anderen Regionen der Welt müssen bei der FIS innerhalb der Top 1000 der FIS-Punkte-Liste platziert sein.
Im Gegensatz zum Weltcup finden alle Rennen in Ostasien statt. Ansonsten erfolgt die Austragung und Wertung nach den gültigen FIS-Regeln für den alpinen Skisportbereich, so auch die Vergabe von Punkten anhand des FIS-Punktesystems. Die Rennläufer können Punkte in fünf verschiedenen Disziplinen sammeln (Abfahrt, Slalom, Riesenslalom, Super-G und Superkombination). Es werden Sieger in der Gesamtwertung und in den Disziplinenwertungen ermittelt.
Aktuelle Saison: Alpiner Far East Cup 2022/23

## Ergebnisse der Gesamtwertung

### Männer
| Saison  | Erster             | Zweiter           | Dritter            |
| ------- | ------------------ | ----------------- | ------------------ |
| 1994/95 | ?                  | ?                 | ?                  |
| 1995/96 | ?                  | ?                 | ?                  |
| 1996/97 | ?                  | ?                 | ?                  |
| 1997/98 | ?                  | ?                 | ?                  |
| 1998/99 | Hur Seung-Wook     | Masami Kudō       | Yasuhiro Ikuta     |
| 1999/00 | Rishū Okada        | Teruyuki Satō     | Hur Seung-Wook     |
| 2000/01 | ?                  | ?                 | ?                  |
| 2001/02 | Tetsuya Ōtaki      | Masami Kudō       | Shōhei Yokota      |
| 2002/03 | Tetsuya Ōtaki      | Teruyuki Satō     | Naoki Yuasa        |
| 2003/04 | Toshiyuki Doi      | Tetsuya Ōtaki     | Kang Min-heuk      |
| 2004/05 | Kang Min-heuk      | Tetsuya Ōtaki     | Daisuke Mizuo      |
| 2005/06 | Masashi Hanada     | Masaharu Ajiki    | Rishū Okada        |
| 2006/07 | Yasuhiro Ikuta     | Kang Min-heuk     | Jung Dong-hyun     |
| 2007/08 | Kang Min-heuk      | Jung Dong-hyun    | Tomoya Ishii       |
| 2008/09 | Yasuhiro Ikuta     | Takashi Fuse      | Jung Dong-hyun     |
| 2009/10 | Jung Dong-hyun     | Isato Matsumoto   | Ippei Yoshigoe     |
| 2010/11 | Jung Dong-hyun     | Ippei Yoshigoe    | Hideyuki Narita    |
| 2011/12 | Jung Dong-hyun     | Takahiro Oikawa   | Kazushi Nakamura   |
| 2012/13 | Tomoya Ishii       | Hideyuki Narita   | Ryū Takeda         |
| 2013/14 | Ryūnosuke Ōkoshi   | Jung Dong-hyun    | Dai Shimizu        |
| 2014/15 | Hideyuki Narita    | Tomoya Ishii      | Kyung Sung-hyun    |
| 2015/16 | Jung Dong-hyun     | Ryūnosuke Ōkoshi  | Sergei Maitakow    |
| 2016/17 | Pawel Trichitschew | Ryūnosuke Ōkoshi  | Sebastian Holzmann |
| 2017/18 | Hideyuki Narita    | Wladislaw Nowikow | Kyung Sung-hyun    |
| 2018/19 | Jung Dong-hyun     | Jan Zabystřan     | Reto Schmidiger    |
| 2019/20 | Jung Dong-hyun     | Kryštof Krýzl     | Iwan Kusnezow      |
| 2020/21 | Kryštof Krýzl      | Seigo Kato        | Yōhei Koyama       |
| 2022/23 | Seigo Kato         | Jung Dong-hyun    | Ryuma Sato         |
| 2023/24 | Ryoma Katayama     | Jinro Kirikubo    | Ryuma Sato         |

### Frauen
| Saison  | Erste                  | Zweite                  | Dritte            |
| ------- | ---------------------- | ----------------------- | ----------------- |
| 1994/95 | ?                      | ?                       | ?                 |
| 1995/96 | ?                      | ?                       | ?                 |
| 1996/97 | ?                      | ?                       | ?                 |
| 1997/98 | ?                      | ?                       | ?                 |
| 1998/99 | Kumiko Kashiwagi       | Yumi Fukuda             | Yū Ōkubo          |
| 1999/00 | Kumiko Kashiwagi       | Noriyo Hiroi            | Mika Satō         |
| 2000/01 | ?                      | ?                       | ?                 |
| 2001/02 | Kumiko Kashiwagi       | Juri Takishita          | Chika Takeda      |
| 2002/03 | Kumiko Kashiwagi       | Reina Umehara           | Hiromi Yumoto     |
| 2003/04 | Hiromi Yumoto          | Chika Takeda            | Mizue Hoshi       |
| 2004/05 | Hiromi Yumoto          | Kumiko Kashiwagi        | Juri Takishita    |
| 2005/06 | Mizue Hoshi            | Mami Sekizuka           | Hiromi Yumoto     |
| 2006/07 | Kazumi Yasuda          | Hiromi Yumoto           | Juri Takishita    |
| 2007/08 | Mizue Hoshi            | Moe Hanaoka             | Emi Hasegawa      |
| 2008/09 | Noe Okamoto            | Yurika Maruko           | Sun-joo Kim       |
| 2009/10 | Emiko Kiyosawa         | Noe Okamoto             | Kaori Mizukuchi   |
| 2010/11 | Mizue Hoshi            | Moe Hanaoka             | Misato Kaneko     |
| 2011/12 | Mizue Hoshi            | Emi Hasegawa            | Emiko Kiyosawa    |
| 2012/13 | Moe Hanaoka            | Asa Andō                | Sakurako Mukōgawa |
| 2013/14 | Sakurako Mukōgawa      | Asa Andō                | Emi Hasegawa      |
| 2014/15 | Emi Hasegawa           | Makiko Arai             | Konatsu Hasumi    |
| 2015/16 | Asa Andō               | Darja Owtschinnikowa    | Haruna Ishikawa   |
| 2016/17 | Asa Andō               | Sakurako Mukōgawa       | Emi Hasegawa      |
| 2017/18 | Sakurako Mukōgawa      | Haruna Ishikawa         | Mio Arai          |
| 2018/19 | Sakurako Mukōgawa      | Gim So-hui              | Mio Arai          |
| 2019/20 | Sakurako Mukōgawa      | Andrea Filser           | Piera Hudson      |
| 2020/21 | Jekaterina Tkatschenko | Anastasija Gornostajewa | Polina Melnikova  |
| 2022/23 | Gim So-hui             | Miki Ishibashi          | Eren Watanabe     |
| 2023/24 | Gim So-hui             | Eren Watanabe           | Mikoto Onishi     |